# الجريح (مسلسل)
مسلسل جزائري درامي عرض في شهر رمضان في عام 2019م عدد حلقاته 29 حلقة مدة كل حلقة 40 دقيقة تقريبا     

## طاقم العمل

### الممثلين
- مراد أوجيت قام بدور (يحيى)
- شهرزاد كراشني قامت بدور (سارة)
- نصر الدين جودي قام بدور (كمال)
- فوزية توقورتي قامت بدور (لويزة)
- تينهنان قامت بدور (مونية)
- نسرين سرغيني قامت بدور (لامية)
- محمد جوهري قام بدور (منصف)
- سليماني عبد القادر قام بدور (سمير)
- نوال زدام قامت بدور (الهام)
- فتحي نوري قام بدور (زياد)
- ليلى بورصالي قامت بدور (صفية)

### أغنية الشارة
- بلال الصغير

### مدير الإنتاج
- ياسين بلالي

### مدير الإدارة والمالية
- جمال رباش

### قصة وسيناريو وحوار
- علي رازياون